# Senat Vagts
Der Senat Vagts war der erste Bremer Senat nach dem Zweiten Weltkrieg. Er amtierte vom 6. Juni 1945 bis zum 1. August 1945.
| Senat Vagts ab 6. Juni 1945   |                                                            |               |
| Regierender Bürgermeister     | Erich Vagts                                                | parteilos     |
| Bürgermeister                 | Theodor Spitta                                             | BDV           |
| Justiz                        | Theodor Spitta                                             | BDV           |
| Schulen und Erziehung         | Christian Paulmann                                         | SPD           |
| Gesundheit (ab 23. Juli 1945) | Käthe Popall                                               | KPD           |
| Finanzen                      | Wilhelm Nolting-Hauff Hermann Wenhold (ab 13. Juni 1945) ° | parteilos BDV |
| Bau                           | Emil Theil Ludwig Hillmann (ab 13. Juni 1945) °            | SPD BDV       |
| Wirtschaft, Häfen und Verkehr | Hermann Apelt                                              | BDV           |
| Ernährung und Arbeitseinsatz  | Hermann Wolters                                            | KPD           |
| Wohlfahrtswesen               | Wilhelm Kaisen                                             | SPD           |
| Interzonale Wirtschaftsfragen | Gustav Wilhelm Harmssen (ab 13. Juni 1945) °               | parteilos     |
| Ernährung und Landwirtschaft  | Andree Bölken (ab 13. Juni 1945) °                         | parteilos     |

° Laut Spitta „halbamtliche“, unbesoldete Mitglieder im Senat